# Potamethus elongatus
Potamethus elongatus är en ringmaskart som först beskrevs av Treadwell 1906.  Potamethus elongatus ingår i släktet Potamethus och familjen Sabellidae. Inga underarter finns listade i Catalogue of Life.